# Cladotaenia
Cladotaenia é um género de platelmintos pertencentes à família Taeniidae.
O género possui uma distribuição quase cosmopolita.
Espécies:
- Cladotaenia accipitris Yamaguti, 1935
- Cladotaenia circi Yamaguti, 1935
- Cladotaenia cylindracea (Bloch, 1782) Cohn, 1901
- Cladotaenia feuta Meggitt, 1933
- Cladotaenia foxi McIntosh, 1940
- Cladotaenia globifera (Batsch, 1786)
- Cladotaenia micracantha Kornyushin, 1989
- Cladotaenia spasskii Kobyshev, 1971
- Cladotaenia vulturi